# Переселенцы (село)
Переселенцы (укр. Переселенці) — село, относится к Николаевскому району Одесской области Украины.
Население по переписи 2001 года составляло 381 человек. Почтовый индекс — 67031. Телефонный код — 8-04857. Занимает площадь 1,7 км². Код КОАТУУ — 5123583003.

## История
В 1945 г. Указом ПВС УССР село Алексеевка переименовано в Переселенцы.

## Местный совет
67030, Одесская обл., Николаевский р-н, с. Новопетровка, ул. Школьная